# Diego Klimowicz
Diego Fernando Klimowicz (Quilmes, 6 juli 1974) is een Argentijnse voetballer (aanvaller) van Poolse afkomst die sinds januari 2011 voor Instituto Atlético Central Córdoba uitkomt. Voordien speelde hij onder andere voor Real Valladolid, VfL Wolfsburg en Borussia Dortmund.
Diego is de broer van Javier Klimowicz, die enkele malen doelman was bij Ecuador.

## Carrière
- 1993-1996: Instituto Atlético Central Córdoba
- 1996-1997: Rayo Vallecano
- 1997-1999: Real Valladolid
- 1999-2001: Club Atlético Lanús
- 2001-2007: VfL Wolfsburg
- 2007- december 2008: Borussia Dortmund
- januari 2009-2010: VfL Bochum
- 2011: Instituto Atlético Central Córdoba